# Hyman Goodman
Hyman Goodman (* 1913 in Toronto; † 1994) war ein kanadischer Geiger und Musikpädagoge.
Goodman begann seine Violinausbildung 1920 bei Broadus Farmer und setzte sie später bei Musikern wie Vladimir Graffman, William Primrose und Kathleen Parlow fort. Er war u. a. Mitglied des General Electric Hour Orchestra und des Alexander Chuhaldin String Orchestra und von 1948 bis 1967 Konzertmeister des Toronto Symphony Orchestra. In den 1960er Jahren unterrichtete er Streichinstrumente bei der American Federation of Musicians, ab 1971 an der University of California in Los Angeles. Seine Tochter Erica Goodman wurde als Harfenistin bekannt.

## Quelle
- Music Archives at the National Library of Canada - Goodman, Hyman

| Personendaten    | Personendaten                        |
| ---------------- | ------------------------------------ |
| NAME             | Goodman, Hyman                       |
| KURZBESCHREIBUNG | kanadischer Geiger und Musikpädagoge |
| GEBURTSDATUM     | 1913                                 |
| GEBURTSORT       | Toronto                              |
| STERBEDATUM      | 1994                                 |